# Limnaecia xanthopis
Limnaecia xanthopis là một loài bướm đêm thuộc họ Cosmopterigidae. Nó được tìm thấy ở Úc.